# Mirandais
Le mirandais (mirandés ; et en portugais : mirandês) est la deuxième langue officielle parlée du Portugal. C'est une langue romane rattachée au groupe astur-léonais, dérivant directement du latin et parlée dans le Nord-Est du Portugal, dans la Terre de Miranda, dans la région du Haut Trás-os-Montes (en portugais Alto Trás-os-Montes). Elle est une langue reconnue et protégée officiellement depuis 1999. Elle est même une langue co-officielle avec le portugais dans son aire d'influence qui demeure toutefois très restreinte.
La plupart des habitants de la municipalité Miranda do Douro sont bilingues (parlant le portugais et le mirandais) et même trilingues (parlant aussi le castillan).

## Statut
Le mirandais appartient au groupe de l'asturien occidental mais certains traits de sa prononciation le rapprochent du portugais. En 1999, la municipalité de Miranda do Douro et l'université de Lisbonne ont élaboré une norme orthographique basée sur celle du portugais et, peu après, le gouvernement portugais donna au mirandais son statut de seconde langue officielle dans son aire d'influence (territoire du Nord-Est du Portugal). Le statut de co-officialité s'applique, en principe, dans l'administration locale, les écoles et un certain nombre d'organismes publics.
Sa normalisation et sa promotion sont dirigées par l'Institut de la langue mirandaise, créé le 1er janvier 2003.
La forte modernisation de ces dernières années, la scolarisation obligatoire, l'avancée des nouveaux moyens de communication, des médias, et l'évolution des mentalités des nouvelles générations ont provoqué une crise des valeurs traditionnelles de la région ainsi qu'une baisse de la locution mirandaise. En outre, le fait que la tradition linguistique mirandaise soit plutôt orale qu'écrite et qu'il n'existe pas de littérature abondante en mirandais ne font qu'accentuer cette situation.
Cependant la communauté linguistique mirandaise participe avec le soutien des autorités locales et par différents moyens à la continuité de la langue, notamment par des activités folkloriques organisées par les associations, la publication d'ouvrages et d'études linguistiques spécialisées, l'organisation d'un festival de la chanson, ainsi que le financement d'activités théâtrales. Quelques articles de journaux locaux, ainsi que des reportages à la radio et à la télévision rappellent la présence de la langue dans cette région.
Le gouvernement national reconnaît le patrimoine linguistique et culturel du mirandais et met en œuvre certains moyens pour encourager la diffusion et l'enseignement (facultatif) de ces valeurs dans le second cycle des écoles primaires et le premier cycle du secondaire (de 9 à 15 ans).

## Localisation géographique

Carte des dialectes asturiens : la région du mirandais figure en rouge

Il compte à peu près 15 000 locuteurs répartis sur environ 500 km2 à l'extrême nord du Portugal et situés dans les communes de Miranda do Douro (en mirandais : Miranda de I Douro), de Vimioso (Bumioso ou Bimioso) (avec ses villages d'Angueira, de Caçarelhos et, surtout, de Vilar Seco) et de Mogadouro. Également parlé dans quelques villages de Macedo de Cavaleiros et Bragance (Bragança), dans une région située entre les vallées des fleuves Douro et Sabor. C'est une région isolée du reste du Portugal car séparée par le Tras-ós-Montes, les communications routières y sont meilleures avec la ville de Zamora en Espagne qu'avec Porto ou Lisbonne.
Les premières traces du mirandais remontent au XIIe siècle. De nombreux documents légaux attestent son existence tout au long des XIIe, XIIIe et XIVe siècles.

## Orthographe
Le mirandais est proche de l'asturien à l'oral, mais les deux parlers tendent à se différencier à l'écrit, l'orthographe du mirandais ayant été normalisée en prenant pour base l'écriture portugaise, la normalisation asturienne ayant été au contraire largement inspirée de l'écriture du castillan.

## Exemples de mots
Le mirandais et le portugais sont différents mais ressemblants :
| Mirandais :                   | Portugais :                | Français :                        |
| ----------------------------- | -------------------------- | --------------------------------- |
| La lhéngua                    | A língua                   | La langue                         |
| La silba                      | A silva                    | La plante (roncier)               |
| L Riu                         | O rio                      | Le fleuve                         |
| L bitelo na barriga de la mai | A vitela na barriga da mãe | Le veau dans le ventre de la mère |
| L aire                        | O ar                       | L'air                             |
| L reloijo                     | O relógio                  | La montre                         |
| L nobielho                    | O cordeiro                 | L'agneau                          |
| L boton                       | O botão                    | Le bouton                         |
| La pescada                    | A pescada                  | Le merlu (poisson)                |
| L rue                         | A rua                      | La rue                            |

## Exemple de textes
Voici un exemple d'un texte en langue mirandaise apparue dans le journal quotidien Público, le 24 juillet 2007, en comparant avec trois autres langues :
| Mirandais | Léonais | Asturien | Portugais | Castillan (Espagnol) |
| Muitas lhénguas ténen proua de ls sous pergaminos antigos, de la lhiteratura screbida hai cientos d'anhos i de scritores hai muito afamados, hoije bandeiras dessas lhénguas. Mas outras hai que nun puoden tener proua de nada desso, cumo ye l causo de la lhéngua mirandesa. | Muitas llinguas tienen arguyu los sous pergaminos antigos, de la lliteratura escrita hai cientos d'annos y d'escritores enforma famosos; guei bandeiras d'eisas llinguas. Peru hai outras que nun pueden tenere arguyu de res d'eisu, cumo ye'l casu de la llingua mirandesa. | Munches llingües tienen arguyu de los sos pergaminos antiguos, de la lliteratura escrito hai cientos d'años y d'escritores perfamosos, anguaño banderes d'eses llingües. Pero hai otres que nun puen tener arguyu de nada d'eso, como ye'l casu de la llingua mirandesa. | Muitas línguas têm orgulho dos seus pergaminhos antigos, da literatura escrita há centenas de anos e de escritores muito famosos, hoje bandeiras dessas línguas. Mas há outras que não podem ter orgulho de nada disso, como é o caso da língua mirandesa. | Muchas lenguas tienen orgullo de sus antiguos pergaminos, de literatura escrita hace cientos de años y de escritores muy famosos, hoy banderas de esas lenguas. Pero hay otras que no pueden tener orgullo de nada de eso, como es el caso de la lengua mirandesa. |

Traduction française :
| Beaucoup de langues sont fières de leurs parchemins anciens, de la littérature écrite il y a des centaines d'années et des écrivains très célèbres, aujourd'hui drapeaux de ces langues. Mais il y en a d'autres qui ne peuvent pas être fières de tout cela, comme la langue mirandaise. |

## Grammaire

### Pluriel des substantifs
Sauf exception, les substantifs prennent leur pluriel en suivant l'une des trois règles suivantes :
|           | Voyelle | Voyelle | Voyelle | Diphtongue | Diphtongue | Diphtongue | Diphtongue | Diphtongue | Diphtongue | Consonne | Consonne |
| Singulier | a       | e       | o       | ie         | ue         | ai         | ei         | iu         | ou         | in       | un       |
| Pluriel   | as      | es      | os      | ies        | ues        | ais        | eis        | ius        | ous        | ins      | uns      |

|           | Lettre L | Lettre L | Lettre L | Lettre L | Lettre N | Lettre N | Lettre N | Lettre R | Lettre R | Lettre R | Lettre R |
| Singulier | al       | el       | il       | ol       | an       | en       | on       | ar       | er       | ir       | or       |
| Pluriel   | ales     | eles     | iles     | oles     | anes     | enes     | ones     | ares     | eres     | ires     | ores     |

|           | Lettres ÉS | Lettre Ç | Lettre Ç | Lettre Ç | Lettre Ç | Lettre Ç |
| Singulier | és         | aç       | eç       | iç       | oç       | uç       |
| Pluriel   | eses       | azes     | ezes     | izes     | ozes     | uzes     |

### Conjugaison des verbes
Les verbes, en mirandais, recourent à plusieurs modes et plusieurs temps :
| indicatif                                                                                       | subjonctif ou « conjonctif »           | infinitif                                     | autres modes et temps |
| - indicatif présent - prétérit imparfait - prétérit parfait - prétérit plus-que-parfait - futur | - présent - prétérit imparfait - futur | - infinitif personnel - infinitif impersonnel | conditionnel          |
| - indicatif présent - prétérit imparfait - prétérit parfait - prétérit plus-que-parfait - futur | - présent - prétérit imparfait - futur | - infinitif personnel - infinitif impersonnel | impératif             |
| - indicatif présent - prétérit imparfait - prétérit parfait - prétérit plus-que-parfait - futur | - présent - prétérit imparfait - futur | - infinitif personnel - infinitif impersonnel | gérondif              |
| - indicatif présent - prétérit imparfait - prétérit parfait - prétérit plus-que-parfait - futur | - présent - prétérit imparfait - futur | - infinitif personnel - infinitif impersonnel | participe passé       |